# Педрафорка
Педрафорка (кат. Pedraforca) — гора в  Піренеях (2506.4 м), розташована в районі Берґеда. Незвичайна форма гори, а також той факт, що вона не з'єднана з будь-якими іншими сусідніми горами, або хребтами, роблять її однією з найвідоміших і впізнаваних гір Каталонії, Іспанія.

## Етимологія
Етимологічно слово «Педрафорка» походить від  латинського «petra furca» («кам'яні вила») і пов'язане з роздвоєною формою гори.

## Опис
Гора має дуже незвичайну форму: вона складається з двох паралельних гребенів (pollegons), з'єднаних перешийком (Enforcadura). Верхній гребінь Pollegó Superior заввишки 2 506.4 м, а другий пік el Calderer- 2 496.7 м. Більш низький гребінь Pollegó Inferior має висоту 2 444.8 м, а Enforcadura досягає висоти 2 356.2 м і має на кожній стороні осип.

## Місцезнаходження

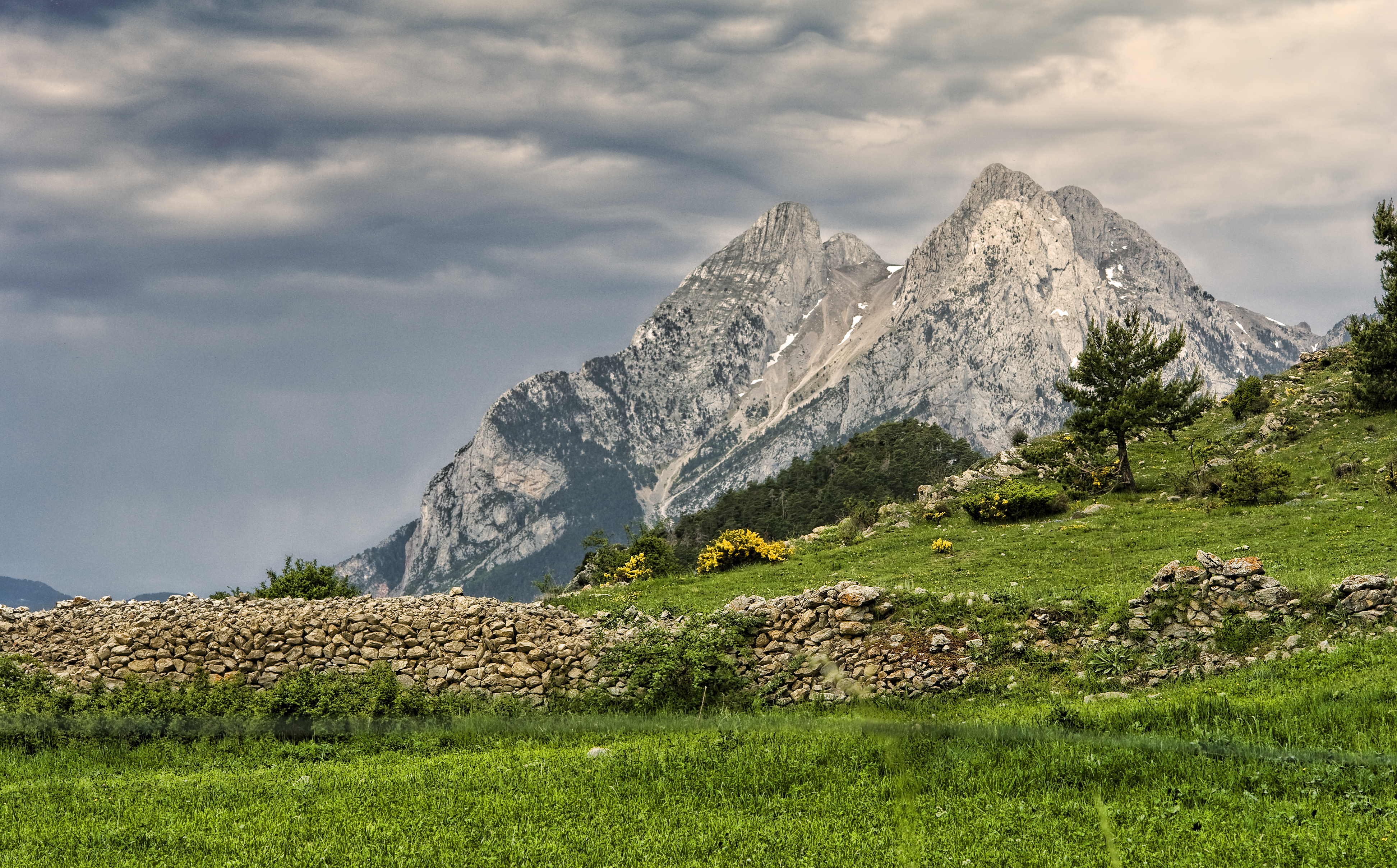
Педрафорка

Масив Педрафорка розташований на північному заході району Берґеда на території природного парку Каді-Мойксеро. Женералітетом Каталонії Педрафорка була оголошена Природною Ділянкою Національного Інтересу.
Найближчі до Педрафорки села — Госоль (кат. Gósol) на захід і Сальдес (кат. Saldes) на схід. Педрафорка позначає кордон між цими двома муніципалітетами, а також між провінціями Барселона і Льєйда.
Проте, обидва ці села є частиною району Берґеда.

## Легенди
З Педрафоркою пов'язано багато легенд, вона вважається чарівною горою. Одна з найпоширеніших легенд стверджує, що в ніч  Святого Сильвестра (31 грудня) на Педрафорці збираються відьми, стрибають і танцюють на дроку (рослина Calicotome spinosa). Інша легенда пояснює, чому гора має таку дивну форму: одного разу в ніч Святого Сильвестра відьми відзначали шабаш на вершині високої гори, яка раніше містилася на тому місці, де зараз Педрафорка. Відьми розділилися на два табори і почали битися один проти одного, здіймаючи такий галас, що тремтіла земля. Жителі Сальдеса були так налякані, що почали молитися  Архангелу Михаїлу, так що він почув, зійшов з небес і помахом меча розрубав гору навпіл, залишивши два табори відьом на різних сторонах гори. У той же час, ударом меча верхівка колишньої гори була розбита на мільйони друзок: досі можна бачити уламки цієї вершини на осипах Педрафорки.

## Символічність

Герб Берґеди із зображенням роздвоєних піків гори

Педрафорка, поряд з горами  Монсеррат і Канігу, є однією з найвпізнаваніших гір Каталонії. Завдяки своїй популярності Педрафорка стала популярним місцем для туристів і скелелазів, а також послужила прообразом для герба Бергеди та інших емблем.

## Ресурси Інтернету
- Вікісховище має мультимедійні дані за темою: Педрафорка
- Plana del Parc Natural del Massís del Pedraforca
- Pedraforca [Архівовано 20 квітня 2004 у Wayback Machine.]
- Refugi Lluís Estasen
- lloc Web del Documental l'Altra cara de la forca
- Track per GPS pujada al Pedraforca pel Coll del Verdet [Архівовано 4 березня 2016 у Wayback Machine.]